# Seznam polkov po zaporednih številkah (900. - 949.)
Seznam polkov po zaporednih številkah - polki od 900. do 949.

## 900. polk
Pehotni
- 900. strelski polk (ZSSR)
- 900. pehotni polk (Wehrmacht)

## 901. polk
Pehotni
- 901. strelski polk (ZSSR)
- 901. pehotni polk (Wehrmacht)

Artilerijski
- 901. artilerijski polk (Wehrmacht)

## 902. polk
Pehotni
- 902. strelski polk (ZSSR)

Artilerijski
- 902. artilerijski polk (Wehrmacht)

## 903. polk
Pehotni
- 903. strelski polk (ZSSR)

Artilerijski
- 903. artilerijski polk (Wehrmacht)

## 904. polk
Pehotni
- 904. gorski polk (Wehrmacht)

Letalski
- 904. šolski letalski polk (Ruska federacija)

## 907. polk
Artilerijski
- 907. jadralnoletalski poljski artilerijski polk (ZDA)

Letalski
- 907. lovski letalski polk (ZSSR)

## 908. polk
Pehotni
- 908. pomorski varnostni polk (Wehrmacht)
- 908. strelski polk (ZSSR)

## 910. polk
Artilerijski
- 910. artilerijski polk (Wehrmacht)

Letalski
- 910. lovski letalski polk (ZSSR)

## 911. polk
Pehotni
- 911. strelski polk (ZSSR)
- 911. pehotni polk (Wehrmacht)
- 911. grenadirski polk (Wehrmacht)

## 912. polk
Pehotni
- 912. strelski polk (ZSSR)
- 912. pehotni polk (Wehrmacht)
- 912. grenadirski polk (Wehrmacht)

## 913. polk
Pehotni
- 913. strelski polk (ZSSR)
- 913. pehotni polk (Wehrmacht)
- 913. grenadirski polk (Wehrmacht)

## 914. polk
Pehotni
- 914. strelski polk (ZSSR)
- 914. pehotni polk (Wehrmacht)
- 914. grenadirski polk (Wehrmacht)

## 915. polk
Pehotni
- 915. strelski polk (ZSSR)
- 915. pehotni polk (Wehrmacht)
- 915. grenadirski polk (Wehrmacht)

## 916. polk
Pehotni
- 916. strelski polk (ZSSR)
- 916. pehotni polk (Wehrmacht)
- 916. grenadirski polk (Wehrmacht)

## 917. polk
Pehotni
- 917. strelski polk (ZSSR)
- 917. pehotni polk (Wehrmacht)
- 917. grenadirski polk (Wehrmacht)

## 918. polk
Pehotni
- 918. strelski polk (ZSSR)
- 918. pehotni polk (Wehrmacht)
- 918. grenadirski polk (Wehrmacht)

## 919. polk
Pehotni
- 919. strelski polk (ZSSR)
- 919. pehotni polk (Wehrmacht)
- 919. grenadirski polk (Wehrmacht)

Artilerijski
- 919. obalni artilerijski polk kopenske vojske (Wehrmacht)

## 920. polk
Pehotni
- 920. strelski polk (ZSSR)
- 920. pehotni polk (Wehrmacht)
- 920. grenadirski polk (Wehrmacht)

Artilerijski
- 920. obalni artilerijski polk kopenske vojske (Wehrmacht)

## 921. polk
Pehotni
- 921. strelski polk (ZSSR)
- 921. pehotni polk (Wehrmacht)
- 921. grenadirski polk (Wehrmacht)

## 922. polk
Pehotni
- 922. strelski polk (ZSSR)
- 922. pehotni polk (Wehrmacht)
- 922. grenadirski polk (Wehrmacht)

## 923. polk
Inženirski
- 923. inženirski aviacijski polk (ZDA)

Letalski
- 923. lovski polk (Vietnam)

## 924. polk
Inženirski
- 924. inženirski aviacijski polk (ZDA)

Letalski
- 924. pomorski zračnoizvidniški polk (Ruska federacija)

## 925. polk
Inženirski
- 925. inženirski aviacijski polk (ZDA)

Letalski
- 925. lovski polk (Vietnam)

## 926. polk
Pehotni
- 926. strelski polk (ZSSR)
- 926. pehotni polk (Wehrmacht)
- 926. grenadirski polk (Wehrmacht)

## 927. polk
Pehotni
- 927. strelski polk (ZSSR)
- 927. pehotni polk (Wehrmacht)
- 927. grenadirski polk (Wehrmacht)

Artilerijski
- 927. obalni artilerijski polk kopenske vojske (Wehrmacht)

## 928. polk
Artilerijski
- 928. artilerijski polk (ZSSR)

Inženirski
- 928. inženirski polk (ZDA)

## 929. polk
Pehotni
- 929. trdnjavski polk (Wehrmacht)

Letalski
- 929. lovski letalski polk (ZSSR)

## 930. polk
Pehotni
- 930. strelski polk (ZSSR)
- 930. pehotni polk (Wehrmacht)
- 930. grenadirski polk (Wehrmacht)

## 931. polk
Pehotni
- 931. strelski polk (ZSSR)
- 931. pehotni polk (Wehrmacht)
- 931. grenadirski polk (Wehrmacht)

Artilerijski
- 931. artilerijski polk (Wehrmacht)

## 932. polk
Pehotni
- 932. strelski polk (ZSSR)
- 932. pehotni polk (Wehrmacht)
- 932. grenadirski polk (Wehrmacht)

Artilerijski
- 932. obalni artilerijski polk kopenske vojske (Wehrmacht)

## 933. polk
Pehotni
- 933. strelski polk (ZSSR)
- 933. pehotni polk (Wehrmacht)
- 933. grenadirski polk (Wehrmacht)

Artilerijski
- 933. obalni artilerijski polk kopenske vojske (Wehrmacht)

## 934. polk
Pehotni
- 934. strelski polk (ZSSR)
- 934. pehotni polk (Wehrmacht)
- 934. grenadirski polk (Wehrmacht)

## 935. polk
Pehotni
- 935. strelski polk (ZSSR)
- 935. pehotni polk (Wehrmacht)
- 935. grenadirski polk (Wehrmacht)

## 936. polk
Pehotni
- 936. strelski polk (ZSSR)
- 936. pehotni polk (Wehrmacht)
- 936. grenadirski polk (Wehrmacht)

## 937. polk
Pehotni
- 937. strelski polk (ZSSR)
- 937. pehotni polk (Wehrmacht)
- 937. grenadirski polk (Wehrmacht)

## 938. polk
Pehotni
- 938. strelski polk (ZSSR)

Artilerijski
- 938. obalni artilerijski polk kopenske vojske (Wehrmacht)

## 940. polk
Pehotni
- 940. strelski polk (ZSSR)

Artilerijski
- 940. obalni artilerijski polk kopenske vojske (Wehrmacht)

## 941. polk
Pehotni
- 941. strelski polk (ZSSR)
- 941. pehotni polk (Wehrmacht)
- 941. grenadirski polk (Wehrmacht)

## 942. polk
Pehotni
- 942. strelski polk (ZSSR)
- 942. pehotni polk (Wehrmacht)
- 942. grenadirski polk (Wehrmacht)

## 943. polk
Pehotni
- 943. strelski polk (ZSSR)
- 943. pehotni polk (Wehrmacht)
- 943. grenadirski polk (Wehrmacht)

## 944. polk
Pehotni
- 944. strelski polk (ZSSR)
- 944. pehotni polk (Wehrmacht)
- 944. grenadirski polk (Wehrmacht)

Artilerijski
- 944. obalni artilerijski polk kopenske vojske (Wehrmacht)

## 945. polk
Pehotni
- 945. strelski polk (ZSSR)
- 945. pehotni polk (Wehrmacht)
- 945. grenadirski polk (Wehrmacht)

Artilerijski
- 945. obalni artilerijski polk kopenske vojske (Wehrmacht)

## 946. polk
Pehotni
- 946. strelski polk (ZSSR)
- 946. pehotni polk (Wehrmacht)
- 946. grenadirski polk (Wehrmacht)

## 947. polk
Pehotni
- 947. strelski polk (ZSSR)
- 947. pehotni polk (Wehrmacht)
- 947. grenadirski polk (Wehrmacht)

## 948. polk
Pehotni
- 948. strelski polk (ZSSR)
- 948. pehotni polk (Wehrmacht)
- 948. grenadirski polk (Wehrmacht)

## 949. polk
Pehotni
- 949. strelski polk (ZSSR)
- 949. pehotni polk (Wehrmacht)
- 949. grenadirski polk (Wehrmacht)